# Monviso (motorfiets)
Monviso is een historisch motorfietsmerk.
De bedrijfsnaam was Fabbrica Cicle e Motocicli Garetto Michele & Figli, Savigliano.
Italiaans merk dat van 1951 tot 1956 typische Italiaanse motorfietsjes met 98-, 123-, 147- en 173 cc Sachs-motoren bouwde. In het naoorlogse Italië waren dergelijke lichte en betaalbare motorfietsjes vooral op het platteland populair, terwijl in de steden de scooter aan zijn opmars begon.